# PESA 218M
Als PESA 218M werden dieselbetriebene Triebwagen der Firma Pojazdy Szynowe Pesa Bydgoszcz (PESA) in Bydgoszcz bezeichnet. Die zweiteiligen Triebfahrzeuge werden in Polen als Baureihen SA131–134 eingesetzt und sind die zweiteilige Variante der PESA 214M.
Sie verkehren bei verschiedenen Unternehmen auf nicht elektrifizierten Strecken.

## Geschichte
Die ersten Fahrzeuge wurden im Jahr 2005 von PESA ausgeliefert. Diese Triebwagen sind niederflurige Fahrzeuge mit 600 mm über der Schienenoberkante.
Der als SA131-001 bezeichnete Einzelgänger wurde mit einem 500 kW starken Motor des Herstellers Iveco ausgestattet und hatte ein hydrodynamisches Getriebe.
Die folgenden SA132-001–015 und die weiteren Serien erhielten Dieselmotoren von MTU mit 350 kW und ein Differentialwandlergetriebe.
Eingesetzt werden die Fahrzeuge auf nicht elektrifizierten Strecken bei den Koleje Dolnośląskie, in der Woiwodschaft Pommern, der Woiwodschaft Großpolen, der Woiwodschaft Podlachien, der Woiwodschaft Kleinpolen, der Woiwodschaft Opole und der Woiwodschaft Karpatenvorland. 

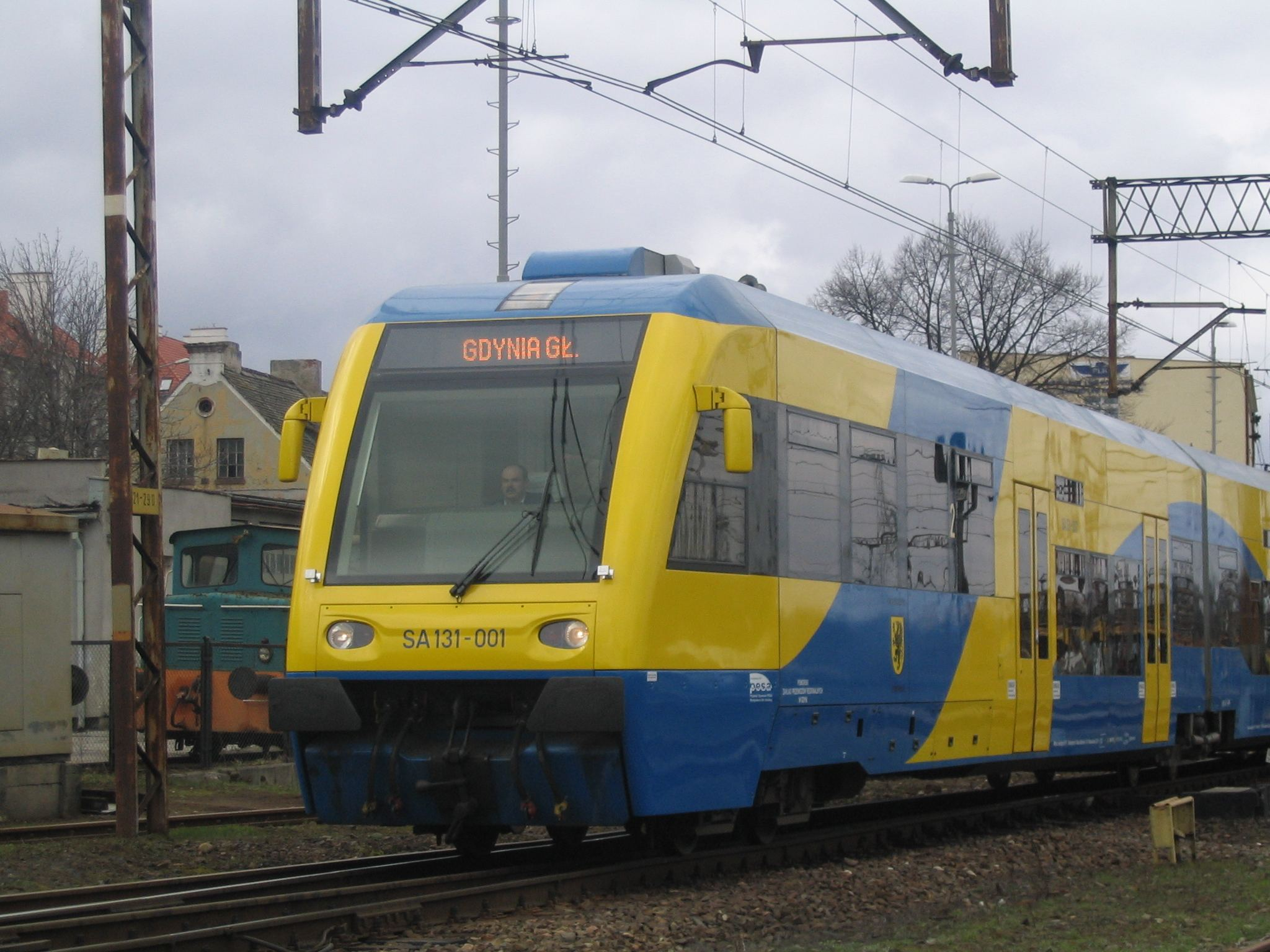
SA 131-001 in Gdynia Główna
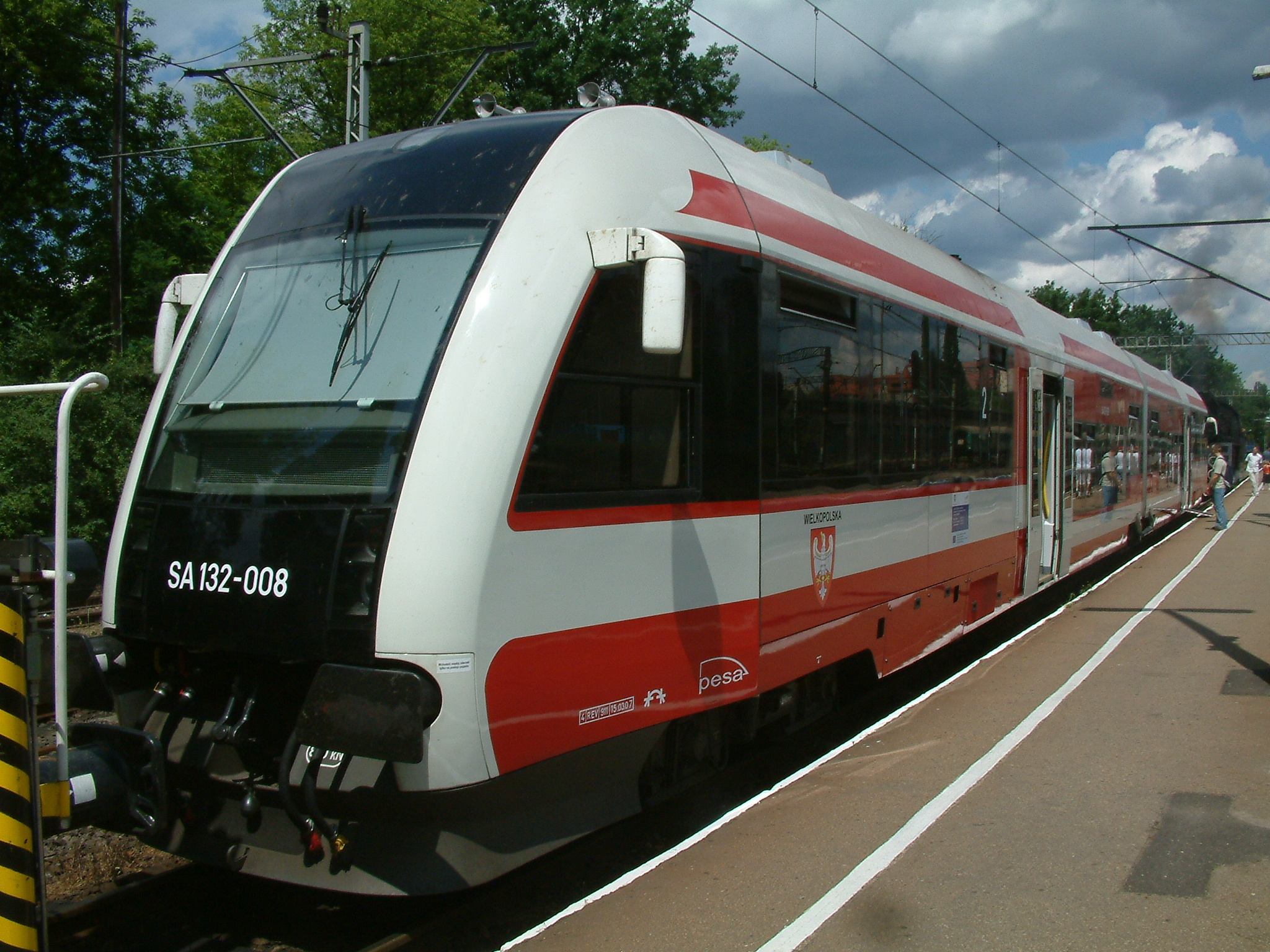
SA 132-008 in Poznań
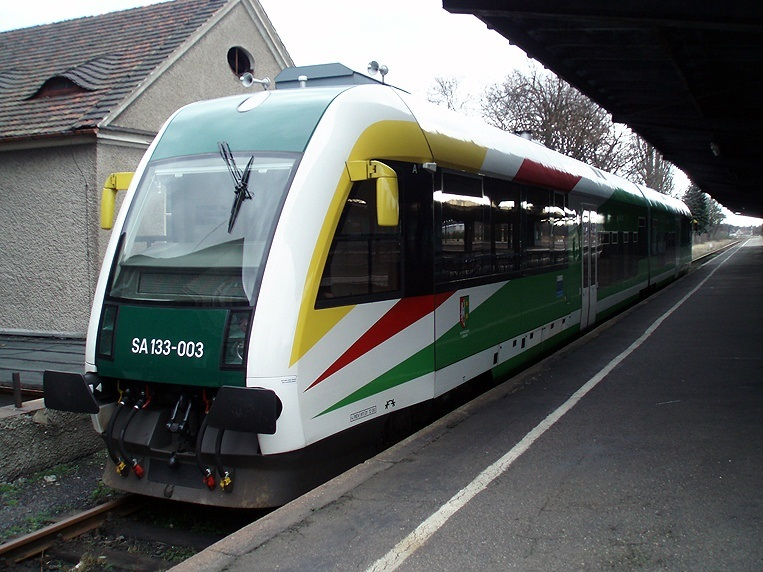
SA133-003 der Polregio in Żagań
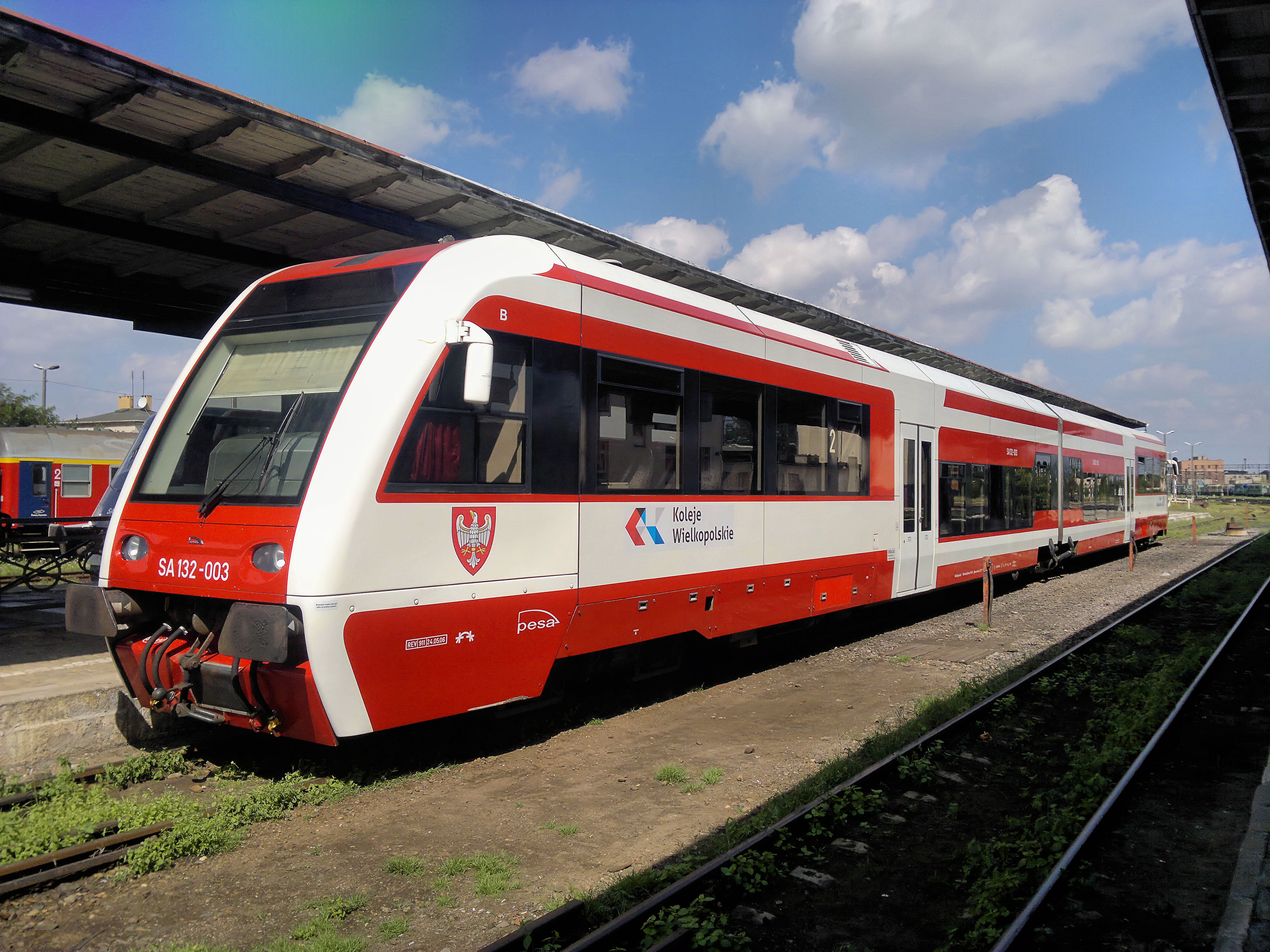
SA132-003 in Leszno

## Konstruktion
Für die zweiteilige Triebwagenkonstruktion wurde der Wagenkasten vom PESA 214M übernommen. Der niederflurige Fahrzeugbereich in der Wagenmitte hat eine Höhe von 1290 mm über Schienenoberkante. Pro Fahrzeugseite ist ein doppelflügeliger Niederflureinstieg vorhanden. Das Laufdrehgestell ist als Jakobs-Drehgestell ausgebildet. Der Rahmen der Wagen besteht aus geschweißten Stahlprofilen, die Aluminiumschale des Wagenkastens ist mit ihnen verklebt. Der SA131-001 besaß Drehgestelle wie die PESA 214M, die Folgefahrzeuge erhielten Triebdrehgestelle mit geändertem Achsabstand.
Vom Verbrennungsmotor und der Getriebekonfiguration wird über eine Welle ein Zwischenradgetriebe am ersten Radsatz angetrieben. Der zweite Radsatz wird über eine weitere Welle angetrieben. Von einem Führerstand können bis zu drei Fahrzeuge, auch aus der PESA 214M-Familie, gesteuert werden.
Die Wagen werden mit dem Motorkühlwasser geheizt, zudem ist ein Webasto-Heizgerät eingebaut. Vorhanden ist eine Überwachungseinrichtung für den Triebwagenführer. Zur Fahrgastinformation werden Matrixanzeigen benützt.